# Коле Верде (Рим)
Коле Верде је насеље у Италији у округу Рим, региону Лацио.
Према процени из 2011. у насељу је живело 4777 становника. Насеље се налази на надморској висини од 87 м.